# Elizabeth Anne Allen
Elizabeth Anne Allen, född 18 november 1970 i New York, är en amerikansk tidigare skådespelare. Hon gjorde bland annat rollen som häxan Amy Madison i TV-serien Buffy och vampyrerna.

## Biografi

### Bakgrund
Allen flyttade hemifrån vid 16 års ålder. Hon studerade vid Gloversville High School i Gloversville och gick vidare till högre studier vid Russell Sage College i Troy, från vilken hon avlade examen 2001.

### Karriär
Efter att Allen hade slutat college flyttade hon till Hollywood för att inleda en karriär som skådespelare. Från 1992 började hon få gästroller och återkommande roller i TV-serier som Dr Howser och Silk Stalkings. Hon hade också en återkommande roll som karaktären Pam Boyd, i TV-serien Klippet.

#### Buffy och vampyrerna
Allen fick rollen som Amy Madison inför den första säsongen av TV-serien Buffy och vampyrerna (avsnittet "Häxa"/"Witch"). Hon gjorde samma roll i den andra, tredje och fjärde säsongen varav den den fjärde säsongen var ett cameoframträdande utan repliker. Hon gjorde sedan inhopp i ytterligare tre avsnitt av serien i den sjätte och näst sista säsongen. Hennes sista medverkan skedde i den sjunde och sista säsongen. Totalt har Allen medverkat i nästintill alla säsonger av serien, förutom i den femte säsongen, som sändes 2000-2001.
Allen har inte medverkat i några produktioner sedan 2007.

## Filmografi (i urval)

### Film
- 1995 – Timemaster

### TV
- 1992 – Pang i plugget (TV-serie)
- 1992 – Dr Howser (TV-serie)
- 1994 – Silk Stalkings (TV-serie) (även 1996)
- 1996 – Renegade (TV-serie)
- 1997–2003 – Buffy och vampyrerna (TV-serie)
- 2000 – Min nya pojkvän (TV-serie)
- 2000–2001 – Klippet (TV-serie)
- 2004 – På heder och samvete (TV-serie)
- 2006 – Cityakuten (TV-serie)
- 2007 – Close to Home (TV-serie)